# Аль-Матбули, Ихаб
Ихаб Махмуд Дарвиш аль-Матбули (араб. إيهاب المتبولي‎; род. 6 ноября 1985, Иордания) — иорданский боксёр, представитель полутяжёлой и первой тяжёлой весовых категорий. Выступал за национальную сборную Иордании по боксу в 2007—2017 годах, серебряный и бронзовый призёр чемпионатов Азии, обладатель бронзовой медали Азиатских игр, участник летних Олимпийских игр в Лондоне.

## Биография
Ихаб аль Матбули родился 6 ноября 1985 года в лагере палестинских беженцев Бакаа к северу от Аммана, Иордания. Второй ребёнок из шести детей в семье, четверо его братьев Адель, Фарадж, Мохаммад и Ахмад тоже занимались боксом, так же представляли Иорданию на различных международных турнирах.
Находился в составе иорданской национальной сборной начиная с 2007 года, в частности в этом сезоне стал бронзовым призёром арабского чемпионата в Арьяне, выступил на турнире Великий шёлковый путь в Баку и на турнире братьев Кличко в Киеве, выиграл серебряную медаль на Панарабских играх в Каире. На чемпионате мира в Чикаго остановился на стадии 1/8 финала первой тяжёлой весовой категории, проиграв китайцу Юйшаню Ницзяти.
Пытался пройти отбор на летние Олимпийские игры 2008 года в Пекине, однако на Азиатских олимпийских квалификационных турнирах в Бангкоке и Астане оба раза был побеждён в полуфиналах. Помимо этого, выиграл серебряную медаль на международном турнире Таммер в Тампере.
В 2009 году взял бронзу на арабском первенстве в Каире и на азиатском первенстве в Чжухае, выступил на мировом первенстве в Милане, где уже на раннем этапе проиграл представителю Франции Джону М’Бумбе.
В 2011 году одержал победу на арабском чемпионате и на Панарабских играх в Дохе, был лучшим в зачёте иорданского национального первенства, взял бронзу на турнире Златко Хрбича в Загребе, выступил на чемпионате Азии в Инчхоне и на чемпионате мира в Баку — в последнем случае был выбит из борьбы за медали китайцем Ван Сюаньсюанем.
На Азиатском олимпийском квалификационном турнире в Астане сумел дойти до стадии полуфиналов и тем самым прошёл отбор на Олимпийские игры 2012 года в Лондоне. На Играх в категории до 81 кг благополучно прошёл первого соперника по турнирной сетке, нигерийца Лукмона Лаваля, тогда как во втором бою в 1/8 финала со счётом 8:25 потерпел поражение от титулованного кубинца Хулио Сесара ла Круса. Таким образом, стал первым иорданским боксёром, кому довелось поучаствовать в Олимпийских играх.
После лондонской Олимпиады аль Матбули остался в составе боксёрской команды Иордании и продолжил принимать участие в крупнейших международных турнирах. Так, в 2013 году в первом тяжёлом весе он завоевал серебряную медаль на домашнем азиатском первенстве в Аммане, выиграв здесь у всех оппонентов кроме представителя Казахстана Антона Пинчука.
В 2014 году в очередной раз стал чемпионом Иордании в первой тяжёлой весовой категории, побывал на Азиатских играх в Инчхоне, откуда привёз награду бронзового достоинства — в полуфинале был побеждён иранцем Али Мазахери.
В 2015 году вновь был лучшим в зачёте иорданского национального первенства, победил на международном турнире в Дохе, взял бронзу на турнире Кулибаева в Атырау. Дошёл до четвертьфинала на чемпионате Азии в Бангкоке, где в итоге проиграл боксёру из Казахстана Василию Левиту, в то время как на чемпионате мира в Дохе уже на раннем этапе соревнований уступил эквадорцу Хулио Кастильо.
На Олимпийской квалификации Азии и Океании 2016 года в Цяньане выступил неудачно и не смог пройти отбор на Олимпийские игры в Рио-де-Жанейро. Помимо этого, боксировал на Кубке химии в Галле и на турнире Хиральдо Кордова Кардин в Гаване.
В 2017 году одержал победу на чемпионате Иордании, отметился выступлением на Играх исламской солидарности в Баку.